# 戴维·万斯伯勒
戴维·万斯伯勒（英語：David Wansbrough，1965年4月29日—），澳大利亚男子曲棍球运动员。他曾代表澳大利亚参加1988年和1992年夏季奥林匹克运动会曲棍球比赛，其中1992年奥运会获得一枚银牌。